# Paolo Bacigalupi
Paolo Tadini Bacigalupi (Colorado Springs, Colorado; 6 de agosto de 1972) es un escritor estadounidense de ciencia ficción y fantasía. Por sus obras ha recibido los premios Hugo, Nébula, Compton Crook, Theodore Sturgeon y Michael L. Printz y ha sido nominado al National Book Award. Sus obras han sido publicadas en The Magazine of Fantasy & Science Fiction, Asimov's Science Fiction y en la revista del medio ambiente High Country News. También escribe ensayos, los cuales han aparecido en Salon.com y en High Country News, y contribuye en los periódicos Idaho Stateman, Albuquerque Journal y Salt Lake Tribune. A partir de 2003 estuvo a cargo de la página web de High Country News.
Sus relatos de ficción se encuentran recopilados en La bomba número seis y otros relatos, publicado por Night Shade Books en 2008. Su primera novela, La chica mecánica, fue publicada por Night Shade Books en 2009 y recibió los premios Hugo, Nebula y John W. Campbell Memorial en 2010. El cementerio de barcos, publicada por Little, Brown en 2010, recibió el premio Michael L. Printz a la mejor novela juvenil y fue nominada al premio National Book Award en la categoría de literatura juvenil.

## Biografía
Paolo Bacigalupi nació en Colorado Springs, pero poco tiempo después su familia se mudó a al oeste de Colorado. Asistió al Oberlin College, graduándose en estudios asiáticos y pasó un tiempo en China para aprender su idioma.

## Obras
Novelas
- La chica mecánica (Fantascy, 2009)
- El cementerio de barcos (Fantascy, 2012)
- The Drowned Cities  (Little, Brown and Company, 2012)
- Cuchillo de agua (2015)

Antología
- La bomba número seis y otros relatos (Fantascy, 2013)

Novelas cortas
- The Alchemist (Subterranean Press, 2011) con J. K. Drummond

Cuentos
- "Pocketful of Dharma" (1999)
- "The Fluted Girl" (2003)[2]
- "The People of Sand and Slag" (2004)[3]
- "The Pasho" (2004)
- "The Calorie Man" (2005)
- "The Tamarisk Hunter" (2006)[4]
- "Pop Squad" (2006)
- "Yellow Card Man" (2006)
- "Softer" (2007)
- "Small Offerings" (2007)
- "Pump Six" (2008)
- "The Gambler"

Audiolibro
- The Alchemist and The Executioness (2010) con Tobias Buckell

## Premios
| Año  | Obra                                 | Premio                                                  | Resultado                                 |
| ---- | ------------------------------------ | ------------------------------------------------------- | ----------------------------------------- |
| 2005 | "The People of Sand and Slag"        | Premio Hugo al mejor relato                             | Finalista                                 |
| 2006 | "The People of Sand and Slag"        | Premio Nébula al mejor relato                           | Finalista                                 |
| 2006 | "The Calorie Man"                    | Premio Hugo al mejor relato                             | Finalista                                 |
| 2006 | "The Calorie Man"                    | Premio Theodore Sturgeon Memorial                       | Ganadora                                  |
| 2007 | "Yellow Card Man"                    | Premio Hugo al mejor relato                             | Finalista                                 |
| 2009 | "Pump six"                           | Premio Locus a la mejor novela corta                    | Ganadora                                  |
| 2009 | La bomba número seis y otros relatos | Premio Locus a la mejor antología                       | Ganadora                                  |
| 2009 | "The Gambler"                        | Premio Hugo al mejor relato                             | Finalista                                 |
| 2010 | "The Gambler"                        | Premio Nébula al mejor relato                           | Finalista                                 |
| 2010 | La chica mecánica                    | Premio Nébula a la mejor novela                         | Ganadora                                  |
| 2010 | La chica mecánica                    | Premio Hugo a la mejor novela                           | Ganadora (Ex aequo La ciudad y la ciudad) |
| 2010 | La chica mecánica                    | Premio Compton Crook. Mejor novela debut.               | Ganadora                                  |
| 2010 | La chica mecánica                    | Premio Locus. Mejor novela debut.                       | Ganadora                                  |
| 2010 | La chica mecánica                    | Premio John W. Campbell Memorial                        | Ganadora                                  |
| 2010 | El cementerio de barcos              | National Book Award. Literatura para jóvenes            | Finalista                                 |
| 2011 | El cementerio de barcos              | Premio Michael L. Printz. Mejor novela juvenil          | Ganadora                                  |
| 2011 | El cementerio de barcos              | Premio Andre Norton. Ciencia ficción y fantasía juvenil | Finalista                                 |
| 2011 | The Alchemist                        | Premio Nébula a la mejor novela corta                   | Finalista                                 |